# Gil Meche
Gilbert Allen Meche (né le 8 septembre 1978 à Lafayette, Louisiane, États-Unis) est un lanceur droitier de baseball ayant joué en Ligue majeure durant dix saisons, de 1999 à 2010. Il a porté les couleurs des Mariners de Seattle pendant six ans et celles des Royals de Kansas City pendant quatre saisons.

## Carrière
Après des études secondaires à la Acadiana High School de Lafayette (Louisiane), Gil Meche est drafté le 4 juin 1996 par les Mariners de Seattle au premier tour de sélection (22e choix).
Il fait ses débuts en Ligue majeure le 6 juillet 1999. Sérieusement blessé, il subit deux opérations en 2001 ne prend pas part aux saisons 2001 et 2002. 
Devenu agent libre après la saison 2006, il signe un contrat de cinq ans pour 55 millions de dollars avec les Royals de Kansas City le 6 décembre 2006.
Meche dispute quatre saisons avec les Royals. En 2007 et 2008, il est le lanceur de la Ligue américaine ayant effectué le plus de départs, amorçant 34 parties dans chacune de ces saisons. Il totalise chaque fois plus de 200 manches au monticule. En 2007, il reçoit sa seule invitation en carrière au match des étoiles. En 2008, il remporte 14 victoires pour Kansas City, un sommet dans l'équipe cette saison-là. Il termine 5e dans l'Américaine pour les retraits sur des prises avec 183, soit le même nombre que son coéquipier Zack Greinke.
Au cours des saisons 2009 et 2010, des douleurs récurrentes à l'épaule compromettent la carrière de Meche. Pour la première fois de sa carrière en 2010 il lance davantage en relève que comme partant. Bien qu'enthousiaste en fin de saison sur la possibilité de poursuivre sa carrière exclusivement comme releveur, il annonce en janvier 2011 qu'il prend à l'âge de 32 ans sa retraite du baseball.
En 10 saisons, Gil Meche a lancé dans 258 parties dans le baseball majeur, dont 243 comme lanceur partant. Le droitier a remporté 84 victoires, contre 83 défaites, et maintenu une moyenne de points mérités de 4,49. Il a enregistré 1 050 retraits sur des prises en 1 432 manches et un tiers lancées.

## Statistiques
En saison régulière
| Statistiques de lanceur |             |     |     |    |     |    |    |    |        |      |      |
| Saison                  | Équipe      | G   | GS  | CG | SHO | V  | D  | SV | IP     | SO   | ERA  |
| 1999                    | Seattle     | 16  | 15  | 0  | 0   | 8  | 4  | 0  | 85.2   | 47   | 4,73 |
| 2000                    | Seattle     | 15  | 15  | 1  | 1   | 4  | 4  | 0  | 85.2   | 60   | 3,78 |
| 2003                    | Seattle     | 32  | 32  | 1  | 0   | 15 | 13 | 0  | 186.1  | 130  | 4,59 |
| 2004                    | Seattle     | 23  | 23  | 1  | 1   | 7  | 7  | 0  | 127.2  | 99   | 5,01 |
| 2005                    | Seattle     | 29  | 26  | 0  | 0   | 10 | 8  | 0  | 143.1  | 83   | 5,09 |
| 2006                    | Seattle     | 32  | 32  | 1  | 0   | 11 | 8  | 0  | 186.2  | 156  | 4,48 |
| 2007                    | Kansas City | 34  | 34  | 1  | 0   | 9  | 13 | 0  | 216.0  | 156  | 3,67 |
| 2008                    | Kansas City | 34  | 34  | 0  | 0   | 14 | 11 | 0  | 210.1  | 183  | 3,98 |
| 2009                    | Kansas City | 23  | 23  | 1  | 1   | 6  | 10 | 0  | 129.0  | 95   | 5,09 |
| Totaux                  |             | 238 | 234 | 6  | 3   | 84 | 78 | 0  | 1370.2 | 1009 | 4,43 |

Note: G = Matches joués ; GS = Matches comme lanceur partant ; CG = Matches complets ; SHO = Blanchissages ; 
V = Victoires ; D = Défaites ; SV = Sauvetages ; IP = Manches lancées ; SO = retraits sur des prises ; ERA = Moyenne de points mérités.